# Scot Project
Scot Project, artistnamn för Frank Zenker, född 29 maj 1973 i Frankfurt am Main, är en tysk diskjockey och producent inom elektronisk dansmusik, främst inom harddance, hardtrance och hardstyle. Han gav ut sin första låt 1994, X. Bland hans mest populära låtar finns O (Overdrive) och L (Want Your Love).